# Skiptvet
Skiptvet – norweskie miasto i gmina leżąca w regionie Østfold.
Skiptvet jest 385. norweską gminą pod względem powierzchni.

## Demografia
Według danych z roku 2005 gminę zamieszkuje 3355 osób. Gęstość zaludnienia wynosi 33,02 os./km². Pod względem zaludnienia Skiptvet zajmuje 252. miejsce wśród norweskich gmin.
| ludność stan na 1 stycznia 2005 |         |           |       |
|                                 | kobiety | mężczyźni | razem |
| osób                            | 1678    | 1677      | 3355  |
| %                               | 50,01%  | 49,99%    | 100%  |

| wykształcenie stan na 1 października 2004 |        |         |        |        |
|                                           | podst. | średnie | wyższe | niezn. |
| osób                                      | 718    | 1508    | 324    | 47     |
| %                                         | 27,65% | 58,07%  | 12,48% | 1,81%  |

## Edukacja
Według danych z 1 października 2004:
- liczba szkół podstawowych (norw. grunnskolar): 2
- liczba uczniów szkół podst.: 467

## Władze gminy
Według danych na rok 2011 administratorem gminy (norw. rådmann) jest Kjell Eivind Solberg, natomiast burmistrzem (norw. ordfører, d. borgermester) jest Svein Olav Agnalt.